# Кобылянский, Пётр
Пётр Кобылянский (родился 9 июля 1994 года в Николаеве) — украинский регбист, игрок клуба «Шартр» и сборной Украины.

## Биография

### Клубная карьера
Пришел в регби с «улицы», увидев на пляже регбийный матч и решил попробовать. Постепенно втянулся и играл за «Корабел» из родного города в семёрку. Первый профессиональный клуб в регби-15 одесский «Политехник», за который выступал на протяжении четырех сезонов. В марте 2018 года перешел в румынскую «Глорию» из города Бузэу. В первый же сезон стал победителем Высшей лиги (второй по значимости лиги Румынии) и вышел с клубом в СуперЛигу. В следующим сезоне команда выступила очень удачно, заняв итоговое 5-е место. По окончании сезона 2019 года перешел в российский ЦСКА.

### Карьера в сборной
Участвовал в составе сборной U-20 на чемпионате Европы 2014 года, проходившем в Чехии. Во взрослую сборную попал в 2016 году.